# 上海子长学校
上海子长学校是一所位于上海市普陀区的九年一贯制公办学校，涵盖小学、初中，占地24亩，建筑面积1.6万平方米，使用“子长”一名是为了纪念谢子长。